# John McFall (atleta)
John McFall (Frimley Surrey, Reino Unido, 25 de abril de 1981) es un parastronauta de la Agencia Espacial Europea, velocista paralímpico y médico traumatólogo británico. En noviembre del 2022, fue seleccionado por la Agencia Espacial Europea para convertirse en el primer "parastronauta". La ESA realizará un estudio de viabilidad sobre su vuelo al espacio y lo que debe adaptarse para las personas con discapacidad. En el 2000, cuando tenía 19 años, le amputaron la pierna derecha por encima de la rodilla tras un grave accidente de moto. Volvió a correr después de que le colocaran una prótesis y participó en su primera carrera en el 2004. Al año siguiente, fue seleccionado para representar a Gran Bretaña en el Campeonato de Europa del Comité Paralímpico Internacional (IPC) y se llevó la medalla de bronce en el 200 metros (clase deportiva T42).
En la carrera de 100 metros, McFall ganó posteriormente medallas de plata en los Campeonatos Mundiales del Comité Paralímpico Internacional (IPC) en el 2006 y en la Copa Mundial Paralímpica Visa en 2007. El 6 de julio del 2007, ocupó el tercer lugar en el Meeting Gaz de France en París, parte de la ÅF Golden League; y logró su mejor tiempo personal (al 30 de mayo de 2008) en los 100 metros de 12,70 segundos al ganar la plata en el Concurso Internacional de Atletismo de Bayer en Leverkusen el 10 de agosto de ese año. En su otro evento principal, los 200 metros, logró un bronce en el Campeonato Mundial IPC 2006 y un oro en la Copa Mundial Paralímpica Visa 2007 con un tiempo récord de competencia de 26,84 segundos. En septiembre de 2007, McFall fue campeón en los 100 y 200 metros en los Juegos Mundiales en Silla de Ruedas y Amputados de la Federación Internacional de Deportes en Silla de Ruedas y Amputados (IWAS). Ocupó el primer lugar en el mundo en 2007 en los 200 metros y el segundo en los 100 metros.
McFall, quien ha sido calificado como uno de los hombres más rápidos del mundo en 100 metros y 200 metros en la clase de amputados por encima de la rodilla, compitió por Gran Bretaña en los 100 metros (T42) en los Juegos Paralímpicos de Verano de 2008 en Beijing. ganando el bronce en un tiempo de 13.08 segundos.

## Biografía
John McFall nació el 25 de abril de 1981, en Frimley, Surrey, en Inglaterra. Entre 1994 y 1997, asistió a la escuela en Millfield en Street, Somerset, donde de adolescente fue corredor y jugador de hockey. En agosto de 2000, mientras estaba en un viaje de año sabático a Ko Samui, Tailandia, después de sus A-levels, estuvo involucrado en un grave accidente de motocicleta. Mientras conducía un ciclomotor, dobló una esquina demasiado rápido y patinó. Sacó la pierna para evitar que la motocicleta se volcara y se rompió la rodilla. Luego, la motocicleta cayó sobre él, lo que provocó que la cadena cortara los principales vasos sanguíneos de su pierna. Fue trasladado en avión a un hospital en Bangkok, pero como se había dañado la parte inferior de la pierna derecha tan gravemente, tuvo que ser amputada por encima de la rodilla después de tres días. Al regresar al Reino Unido, pasó unas siete semanas en rehabilitación en el Queen Mary Hospital de Roehampton, Londres.
McFall pasó el año siguiente en casa, durante el cual se dedicó al ciclismo de montaña y la escalada y trabajó como instructor de fitness en su centro de ocio local. También comenzó a correr en el verano de 2003 tan pronto como le colocaron la prótesis: "Me encanta ese sonido del aire que pasa por tus oídos y la libertad que hay. Lo extrañaba y quería recuperarlo". Después de ocupar su lugar en la Universidad de Swansea para obtener una Licenciatura en Ciencias (BSc) en ciencias del deporte y el ejercicio, practicó en la pista de atletismo de la universidad y también entrenó con un club de atletismo local, el Swansea Harriers Athletic Club. Sin embargo, le resultaba difícil e incómodo correr, ya que su prótesis no estaba diseñada para ese propósito y con frecuencia se dañaba. Después de hacer consultas en la Federación de Deportes para Discapacitados de Gales (FDSW), le presentaron las "cuchillas" de fibra de carbono. Se graduó de la universidad con un título superior de segunda clase con honores en el verano de 2004, participando en su primera carrera en el Campeonato de Eventos Deportivos para Discapacitados (DSE) en el Reino Unido el mismo año.
En septiembre del 2004, McFall se embarcó en estudios de posgrado en ciencias del deporte y el ejercicio en el Instituto de la Universidad de Gales, Cardiff (UWIC), y posteriormente se graduó con una Maestría en Ciencias (MSc). Se sometió a exámenes médicos previos en 2008 y planeaba retirarse del atletismo después de la temporada de 2009 para formarse como médico.
En 2014, McFall se graduó con una Licenciatura en Medicina y Cirugía de la Facultad de Medicina de la Universidad de Cardiff. En 2016, se convirtió en miembro del Royal College of Surgeons. Entre 2016 y 2018, completó la Capacitación Quirúrgica Básica que cubre Cirugía General, Urología y Trauma y Ortopedia en el Decanato de Educación para la Salud de Wessex, Inglaterra. Actualmente es Registrador Especialista en Traumatología y Ortopedia.

## Vida personal
Después de los Juegos Paralímpicos de 2008, McFall regresó al Reino Unido desde Beijing por tierra a través del Ferrocarril Transiberiano. Viajó de China a Mongolia y Rusia, a través de Rusia a Ucrania, luego a Hungría, Croacia y la costa dálmata. Desde allí tomó un transbordador a Italia para encontrarse con su novia en Roma. Luego viajaron en tren a través de Italia y Austria, y finalmente regresaron al Reino Unido a mediados de noviembre de 2008. McFall espera algún día retomar sus planes de la infancia de estudiar medicina, correr por el Desierto del Sahara, cruzar el Océano Atlántico en un bote de remos, y la obtención de una licencia de paracaídas de caída libre.
En su tiempo libre, a McFall le gusta tocar la guitarra.

## Como parastronauta
El 23 de noviembre del 2022, fue anunciado por la Agencia Espacial Europea como el primer parastronauta, un hecho sin precedentes en la astronáutica mundial.